# New York Dolls (álbum)
New York Dolls es el primer álbum de estudio de la banda estadounidense de hard rock New York Dolls, publicado el 27 de julio de 1973, a través de Mercury Records. El grupo se formó en 1971 y llamó la atención del público gracias a sus frecuentes conciertos en el bajo Manhattan. Sin embargo, el hecho de que sus miembros actuaran travestidos y su vulgaridad provocaron el rechazo de las compañías discográficas y de la mayoría de los productores, que eran reacios a trabajar con ellos.
Después de conseguir un acuerdo con Mercury Records para el lanzamiento de dos discos, New York Dolls comenzó a grabar el primero de ellos en el estudio Record Plant de Nueva York con el productor Todd Rundgren, que era conocido por su sofisticado sonido pop. La banda incorporó rock and roll e influencias pop a sus canciones hard rock y en sus letras, compuestas principalmente por el vocalista David Johansen, trató temas como la alienación juvenil y el romance adolescente.
New York Dolls recibió reseñas favorables de los críticos contemporáneos, aunque no atesoró buenas ventas y su sonido tuvo un efecto divisorio en los oyentes. A pesar de su fracaso comercial, el disco fue un precursor del movimiento punk rock de la década de 1970 y con el paso del tiempo varias publicaciones lo han calificado como uno de los más destacados álbumes debut y como uno de los mejores trabajos de la historia del rock.

## Trasfondo
En 1971, el vocalista David Johansen formó New York Dolls con los guitarristas Johnny Thunders y Rick Rivets, el bajista Arthur Kane y el batería Billy Murcia; aunque a Rivets lo reemplazaría Sylvain Sylvain en 1972. Sus miembros eran jóvenes que habían llegado a Nueva York por diferentes actividades profesionales; por ejemplo, Sylvain y Murcia habían abierto una tienda de ropa en la avenida Lexington, situada frente a un taller de reparación de juguetes llamado New York Dolls Hospital, el cual les daría la idea para el nombre de la banda. El conjunto empezó a tocar con regularidad en el bajo Manhattan y pronto consiguió seguidores de culto gracias a su estilo temerario de música rock, sin embargo, los sellos discográficos eran reacios a firmar un contrato debido a que sus integrantes actuaban travestidos. En octubre de 1972, New York Dolls llamó la atención de la crítica después de ejercer como acto de apertura de Faces en el Empire Pool, Wembley. Ese mismo año, durante su primera gira por Inglaterra, Murcia falleció tras ingerir una combinación letal de alcohol y metacualona. A pesar de su muerte, el conjunto decidió continuar su carrera con el ingreso del batería Jerry Nolan.
Tras su regreso a Nueva York, la banda pudo actuar en mayores recintos como el Mercer Arts Center, cuyo concierto contó con la visita del periodista y director de publicidad de Mercury Records Bud Scoppa y del ejecutivo de dicha discográfica Paul Nelson. Scoppa originalmente veía al grupo como una versión divertida pero inferior de The Rolling Stones: «Me fui después de las primeras canciones. Paul se quedó para las siguientes y después de la actuación me llamó y me dijo: “Deberías haberte quedado. Creo que son realmente especiales”. Después de eso me enamoré de ellos». En marzo de 1973, la agrupación firmó un contrato de dos discos con Mercury y recibió un adelanto de 25 000 USD —el equivalente a unos 102 000 en 2020— De acuerdo con Sylvain, los padres de algunos de los miembros tuvieron que firmar por ellos porque aún no tenían la edad suficiente.

## Contratación de Rundgren

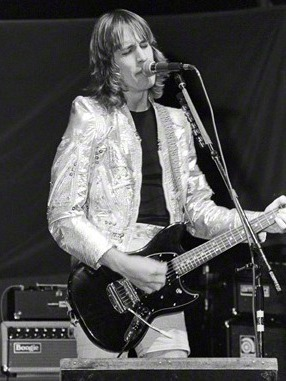
Todd Rundgren (en la imagen actuando en 1978) fue el elegido para producir New York Dolls.

Para su trabajo debut, Mercury quería un productor que pudiera sacar el máximo provecho del sonido del grupo y la buena acogida que había recibido entre los críticos y los aficionados neoyorquinos. New York Dolls tuvo una reunión en Chicago con los ejecutivos de Mercury para discutir sobre posibles productores. El elegido fue Todd Rundgren, un músico que había cosechado un éxito inesperado con su álbum doble Something/Anything? y los sencillos «I Saw the Light» y «Hello It's Me». Rundgren había visto con anterioridad al conjunto después de que su novia, Bebe Buell, le llevara a uno de sus conciertos.
El productor, conocido por su atracción hacia el pop refinado y por las producciones marcadamente tecnológicas, estaba en aquellos momentos interesado en el rock progresivo. Por consiguiente, su impresión inicial de New York Dolls fue la de una banda divertida en directo que era técnicamente competente solo para los estándares de otras agrupaciones neoyorquinas no sofisticadas. Según Rundgren «los Dolls no permitían ampliar horizontes musicales»; aun así, el productor disfrutó de la «actitud» de Thunders y la «picardía carismática» de Johansen sobre el escenario.
El vocalista tenía la sensación de que Rundgren era «un experto en rock and roll de segunda categoría», pero también asumió que el quinteto era «una especie de persona non grata, en ese momento, para la mayoría de los productores. Tenían miedo de nosotros, no sé por qué, pero Todd no lo tenía». Sylvain señaló que la decisión de contratarlo estuvo basada en la disponibilidad, el tiempo y el dinero: «Todd estaba en Nueva York y parecía que podría venir y marcar el paso». Por su parte, el productor apuntó que «la única persona que puede producir un disco neoyorquino es una persona que viva en Nueva York».

## Grabación y producción

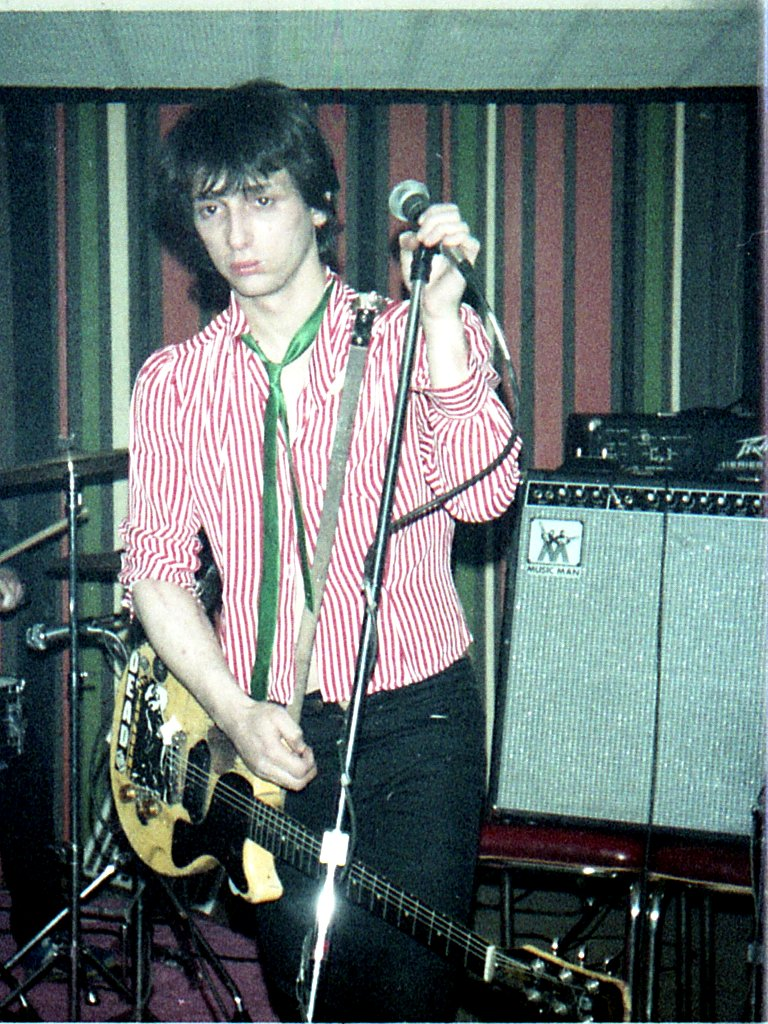
Johnny Thunders en 1979 con una Gibson Les Paul Junior, la guitarra que tocó en New York Dolls.

Mercury reservó los estudios Record Plant de Nueva York para que New York Dolls grabaran su álbum debut en abril de 1973. Todd Rundgren inicialmente estaba preocupado, porque según él «era el peor estudio de grabación de la ciudad en aquel momento» y era el único que estaba disponible para el corto espacio de tiempo que tenían para trabajar en el disco. El productor declaró más tarde que las expectativas de la banda y el ambiente festivo durante las sesiones de grabación provocaron más de un problema: «Los Dolls estaban mimados por los críticos y la prensa. Además, había una gran cantidad de personas adicionales alrededor, lo que hacía difícil concentrarse». El álbum lo grabaron durante ocho días con un presupuesto de 17 000 USD. Con una reducida estancia en el estudio y sin ningún concepto en mente, el grupo decidió incluir las canciones que mejor recepción habían tenido en sus conciertos. David Johansen recalcó años más tarde: «Entramos en una habitación y simplemente grabamos. No era como esas personas que conceptualizan cosas. Era solo un documento de lo que estaba ocurriendo en ese momento». El vocalista también apuntó que Rundgren dirigió a la agrupación desde la sala de control con el ingeniero Jack Douglas y apenas hablaba con los cinco músicos. Bud Scoppa señaló que el despreocupado estilo de vida de la banda estaba en conflicto con la ética profesional del productor.
Aunque Sylvain dijo que Rundgren no era un productor que interfiriera en exceso, en ocasiones tuvo que involucrarse para mejorar alguna toma. El guitarrista recordó momentos en que el productor entró en la cabina de aislamiento con Jerry Nolan cuando este trataba de mantener un ritmo y golpeó un cencerro para que le sirviera como base. Debido a problemas económicos, Johnny Thunders y Sylvain Sylvain utilizaron durante la grabación del disco guitarras Gibson Les Paul Junior, diseñadas de manera austera y de precio asequible. Para amplificarlas, ambos utilizaron un amplificador Marshall Plexi conectado a una caja de altavoz Fender Dual Showman. Algunos de los temas los adornaron con instrumentos adicionales, como el saxofón de Buddy Bowser en «Lonely Planet Boy». Johansen, aparte de cantar, tocó el gong en «Vietnamese Baby» y la armónica en «Pills». Por su parte, Sylvain tocó un piano de cola Yamaha para «Personality Crisis» antes de que Rundgren incorporara sus propias pistas de piano a dicha canción y a «Private World». El productor interpretó también los coros en «Trash» y el sintetizador Moog en «Vietnamese Baby» y «Frankenstein (Orig.)», del que presumió que solo él y The Beatles tenían uno.
El álbum fue mezclado en menos de día y medio. Rundgren destacó que los miembros de la banda parecían distraídos y desinteresados durante ese proceso e intentó, sin éxito, expulsarlos del estudio. Para la mezcla final, el productor decidió reducir al mínimo el sonido de la batería de Jerry Nolan. Años más tarde, Rundgren apuntó que la calidad de la mezcla era mediocre porque el quinteto le había apresurado y había puesto en duda sus decisiones durante dicho trabajo. En una entrevista, Thunders dijo a un periodista que Rundgren «jodió la mezcla» y que por ello discutieron durante la grabación. Por su parte, Johansen elogió al productor por la forma en la que había mejorado y ecualizado cada instrumento, dando a los oyentes la impresión de que «están en una habitación y hay un grupo tocando», mientras que Sylvain destacó que su mezcla capturó con precisión cómo sonaba el conjunto en directo.

## Música y letras

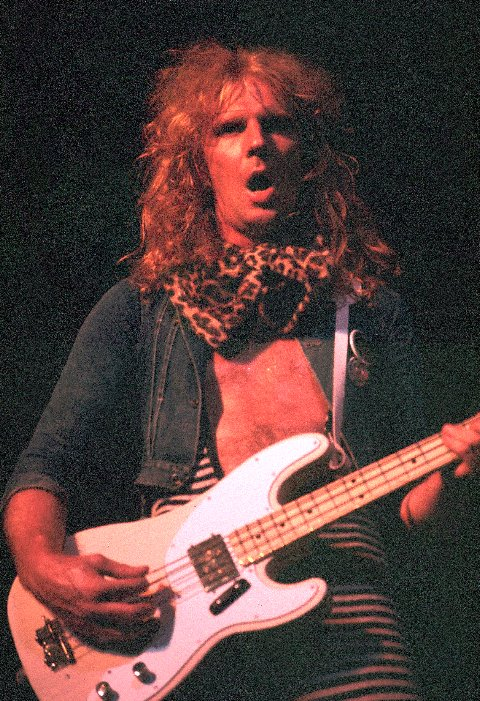
Arthur Kane (en la fotografía durante un concierto de 1973) coescribió «Private World».

New York Dolls incluyó diez canciones originales y una versión del tema de Bo Diddley «Pills». Johansen describió al álbum como «una pequeña joya de arte urbano». Rundgren, por el contrario, estipuló que los sentimientos de la banda eran diferentes al «pensamiento urbano neoyorquino» porque los había planteado fuera de Manhattan y sus integrantes estaban inspirados en el rock and roll y en el pop que se hacía en el edificio Brill como el de The Shangri-Las. Johansen incluso citó la letra «You'd best believe I'm in love L-U-V» —en español: Será mejor que creas que estoy enamorado L-U-V— de la canción de The Shangri-Las «Give Him a Great Big Kiss» (1964) en «Looking for a Kiss», que cuenta la historia de un deseo romántico de un adolescente obstaculizado por sus compañeros que consumen drogas. En «Subway Train», el vocalista usó letras del tema folk estadounidense «Someone's in the Kitchen with Dinah». «Personality Crisis» incorporó guitarras lascivas, piano boogie-woogie y una pausa histriónica, mientras que «Trash» era una canción punk pop rock con cantos estridentes.
El crítico Robert Hilburn consideró que varias de las pistas del disco «funcionan como expresiones coloridas y exageradas de alineación adolescente». Su homólogo Robert Christgau comentó que debido a que la mayoría de los chicos blancos de Manhattan eran ricos y algo pretenciosos, solo jóvenes problemáticos de los barrios de la perfieria, como los miembros de la banda, «podían capturar la emoción opresiva que la ciudad tenía para una persona a medio formar». Johansen, principal letrista de la agrupación, señaló que el tema «Frankenstein (Orig.)» trata sobre «como los chicos llegan a Manhattan procedentes de todas partes y son todos como perros apaleados, muy reprimidos. Sus cuerpos y sus mentes están desorientados entre sí... es una canción de amor». Según el crítico Frank Kogan, el monstruo que da título al tema era la personificación de la ciudad de Nueva York y su carácter distintivo, «the ostentation and the terror, the dreams and the fear» —en español: La ostentación y el terror, los sueños y el miedo—, mientras Johansen pregunta a los oyentes: «Could make it with Frankenstein?» —en español: ¿Podríais hacerlo con Frankenstein?—. Sylvain bromeó con que el tema tenía ese título porque el músico Edgar Winter había publicado en 1973 una canción llamada «Frankenstein» antes de que New York Dolls grabara su versión: «Nuestra pieza “Frankenstein” era un éxito en nuestros conciertos... Su obra no suena en absoluto a la nuestra, pero estoy seguro de que nos robó el título».
Aunque New York Dolls espuso letras con cualidades cómicas, el crítico Gary Graff observó un realismo callejero en las canciones del álbum. En opinión de Robert Christgau, las letras coloquiales y moralmente desdeñosas de Johansen estaban impregnadas de humor y un sentido de los límites humanos en pistas cuya temática fundamental era la autenticidad. Esta temática la exploraron en historias sobre jóvenes desorientados como en «Subway Train» y en «Personality Crisis». Por su parte, según el periodista Steve Taylor, «Vietnamese Baby» relata el impacto de la guerra de Vietnam en la vida cotidiana de las personas, cuya diversión quedó socavada por el pensamiento de culpa.

## Lanzamiento y recepción

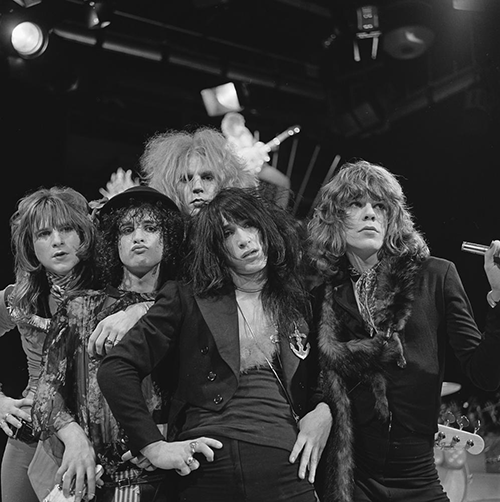
New York Dolls durante una aparición en un programa televisivo holandés. De izq. a der.: Nolan, Sylvain, Kane, Thunders y Johansen.

New York Dolls salió a la venta en los Estados Unidos el 27 de julio de 1973 y el 19 de octubre en el Reino Unido. Su controvertida portada, seleccionada con la intención de provocar escándalo, mostró a los cinco integrantes de la banda travestidos con pelucas, maquillaje desaliñado, tacones altos y ligas. Por su parte, la contraportada presentó una fotografía del grupo con su habitual ropa de los conciertos. En julio, Mercury Records publicó un sencillo de siete pulgadas con las canciones «Trash» y «Personality Crisis», y en noviembre uno con «Jet Boy» y «Vietnamese Baby», aunque ambos fallaron en posicionarse en las listas.
El disco no tuvo éxito comercial y únicamente alcanzó la posición 116 en la lista estadounidense Top LPs & Tape, mientras que en la británica ni siquiera llegó a entrar. En sus primeros meses, el álbum vendió poco más de 100 000 copias, bastante por debajo de las expectativas de la prensa. Según la revista Rolling Stone, New York Dolls habría vendido menos de 500 000 copias hacia 2003. De acuerdo con el periodista musical Phil Strongman, el fracaso comercial podría atribuirse a que la banda dividía a toda audiencia que la escuchara incluso dentro de los críticos de una misma revista. Un ejemplo de esta dualidad sería Melody Maker, donde en un artículo, el escritor Mark Plummer consideraba la manera de tocar del conjunto como «lo peor que he visto jamás... un desastre musical», mientras que su compañero de publicación Michael Watts calificaba al quinteto como «una gran patada en el culo al cadáver del rock». Por su parte, los lectores del semanario Creem eligieron a la banda como el mejor nuevo grupo y el peor nuevo grupo del año.
El álbum, no obstante, recibió numerosos elogios de los críticos. Nick Kent de NME escribió que el estilo lascivo de rock and roll de la agrupación quedó grabado con nitidez por Rundgren en un disco que, aparte de Raw Power de Iggy Pop and The Stooges (1973), sirvió «para definir exactamente de donde debe provenir el rock de los años 1970». Ira Robbins, editor y fundador de Trouser Press vio en el álbum un trabajo innovador y encontró la música de la banda brillantemente caótica y bien producida por Rundgren. Ellen Willis del The New Yorker lo calificó como el disco de hard rock más convincente del año y apuntó que al menos la mitad de sus canciones eran clásicos inmediatos, en especial «Personality Crisis» y «Trash». Por su parte, Tony Glover de Rolling Stone notó que el sonido en directo de New York Dolls permaneció en la mayoría del álbum, pero fue crítico con el uso de sobregrabaciones, algo que según él hizo que algunas letras fueran incomprensibles y las melodías vocales demasiado suntuosas.
Tras el lanzamiento del disco, la agrupación realizó una gira por Estados Unidos como acto de apertura del conjunto británico Mott the Hoople. Las reseñas de los periodistas musicales destacaron las composiciones de la banda, la interacción como guitarristas entre Thunders y Sylvain, su vestimenta extravagante y la semejanza de Johansen y Thunders a Mick Jagger y Keith Richards. Durante su aparición en The Old Grey Whistle Test de la televisión inglesa, el presentador del programa, Bob Harris, catalogó su música como mock rock —en español: rock burlesco—.

## Legado e influencia
New York Dolls a menudo ha sido citado como uno de los mejores álbumes debut de la música rock y como un trabajo fundamental para el movimiento punk rock de finales de la década de 1970. También tuvo una influencia destacable en muchos de los grupos de rock and roll, punk y glam rock posteriores como  Ramones, Kiss, Sex Pistols, The Damned y Guns N' Roses. Según el libro The Mojo Collection, el álbum «encendió la mecha del punk rock y todavía podría inspirar más géneros debido a la abundante actitud y pasión de su música», mientras que Colin Larkin, en Encyclopedia of Popular Music lo consideró como «un importante hito en la historia del rock que rezuma actitud, vitalidad y controversia en cada nota». Por su parte, en el libro 101 Albums That Changed Popular Music, Chris Smith escribió que New York Dolls fue pionera en la singularidad del punk de ser músicos amateurs en detrimento de la sofisticación musical desarrollada la década anterior en la música popular y que se perfeccionó unos meses antes en The Dark Side of the Moon de Pink Floyd (1973).
En una reseña para Allmusic, Mark Deming afirmó que el disco «sigue sonando completamente inmejorable, áspero, con guitarras de hard rock, letras que fusionan historias pulp con la actitud de un grupo de chicas y un ataque descuidado pero brillante que inspiraría al punk rock». David Fricke de Rolling Stone consideró a New York Dolls como un álbum de glam rock más determinante que Ziggy Stardust de David Bowie (1972) o cualquiera de Marc Bolan debido a la forma en que la banda «capturó tanto la gloria como la tristeza del glam, la mala suerte y la pérdida de juventud». Por su parte, Joe Gross, en el libro The Rolling Stone Album Guide, lo calificó como un trabajo absolutamente esencial y añadió que «te da lo que siempre has querido rápido, barato y fuera de control, es muy posible que nadie se haya divertido tanto grabando un disco como ellos».
Además, ha aparecido con frecuencia en las listas de mejores álbumes de todos los tiempos y según el sitio Acclaimed Music, ocupa el puesto 155 de los discos mejor calificados por los críticos. En 1978, Paul Gambaccini, en su libro Rock Critics' Choice: The Top 200 Albums; lo situó en la posición 199 de los mejores trabajos según un sondeo realizado a periodistas musicales y coleccionistas. Robert Christgau, uno de los críticos encuestados, lo posicionó como el decimoquinto mejor álbum de la década de 1970 en el semanario The Village Voice, en 1979. Por su parte, en 1995, el libro Spin Alternative Record Guide lo situó como el septuagésimo mejor disco de rock alternativo, mientras que en 2002, la revista Q lo incluyó como una de las 100 mejores grabaciones de punk. En 2003, Mojo lo ubicó como el cuadragésimo noveno mejor álbum de todos los tiempos y Rolling Stone en el puesto 213 de su lista. En 2013, la publicación NME emplazó a New York Dolls en la posición 355 de su ranking de mejores discos de todos los tiempos.

## Lista de canciones
| Cara A |                        |                                 |          |  |
| N.º    | Título                 | Escritor(es)                    | Duración |  |
| 1.     | «Personality Crisis»   | David Johansen, Johnny Thunders | 3:43     |  |
| 2.     | «Looking for a Kiss»   | Johansen                        | 3:20     |  |
| 3.     | «Vietnamese Baby»      | Johansen                        | 3:39     |  |
| 4.     | «Lonely Planet Boy»    | Johansen                        | 4:10     |  |
| 5.     | «Frankenstein (Orig.)» | Johansen, Sylvain Sylvain       | 6:00     |  |

| Cara B |                 |                       |          |  |
| N.º    | Título          | Escritor(es)          | Duración |  |
| 1.     | «Trash»         | Johansen, Sylvain     | 3:09     |  |
| 2.     | «Bad Girl»      | Johansen, Thunders    | 3:05     |  |
| 3.     | «Subway Train»  | Johansen, Thunders    | 4:22     |  |
| 4.     | «Pills»         | Bo Diddley            | 2:49     |  |
| 5.     | «Private World» | Johansen, Arthur Kane | 3:40     |  |
| 6.     | «Jet Boy»       | Johansen, Thunders    | 4:40     |  |

Fuente: Allmusic.

## Créditos
New York Dolls
- David Johansen - voz, gong, armónica
- Johnny Thunders - guitarra líder, voz
- Sylvain Sylvain - guitarra rítmica, voz, piano
- Arthur Kane - bajo
- Jerry Nolan - batería

| Músicos de sesión - Todd Rundgren - piano, teclado, sintetizador - Buddy Bowser - saxofón - Alex Spyropoulos - piano | Producción - Todd Rundgren - producción - Jack Douglas y Ed Sprigg - ingeniería - Toshi - fotografía - David Krebs, Steve Leber, Paul Nelson y Marty Thau - producción ejecutiva |

Fuente: Allmusic.

## Historial de lanzamientos
| 1973                                             | Francia        | LP        | 6 398 004   |
| 1973                                             | Japón          | LP        | RJ-5 103    |
| 1973                                             | Países Bajos   | LP        | 6 336 280   |
| 1973                                             | España         | LP        | 6338270     |
| 1973                                             | Reino Unido    | LP        | 6 338 270   |
| 1973                                             | Estados Unidos | 8 pistas  | MC-8-1-675  |
| 1973                                             | Estados Unidos | casete    | MCR-4-1-675 |
| 1973                                             | Estados Unidos | LP        | SRM-1-675   |
| 1977                                             | Reino Unido    | doble LP* | 6641631     |
| 1986                                             | Reino Unido    | casete*   | PRIDC 12    |
| 1986                                             | Reino Unido    | doble LP* | PRID 12     |
| 1987                                             | Japón          | CD*       | 33PD-422    |
| 1987                                             | Estados Unidos | CD        | 832 752-2   |
| 1989                                             | Japón          | CD        | 23PD110     |
| 1991                                             | Japón          | CD        | PHCR-6043   |
| (*) lanzado conjuntamente con Too Much Too Soon. |                |           |             |

Fuente: Too Much Too Soon: The New York Dolls.